# Тестер за памет
Тестер за памет е специализирано оборудване, което се използва за проверка на паметта на SIMM и DIMM конфигурации.

## История
Първия софтуерен продукт от този тип се създава през 1994 година от BradyTech Inc.

## Алгоритми за тестване на памет
- Традиционни тестове
- Изпитвания при дефекти породени от залепване, свързване на компютърни клетки
- Тестове за дефекти на чувствителни клетки към група от памет